# Cerecinos de Campos
Cerecinos de Campos è un comune spagnolo di 426 abitanti situato nella comunità autonoma di Castiglia e León.
www.cerecinosdecampos.tk